# Rafael Redwitz
Rafael Redwitz (Curitiba, 12 de agosto de 1980) é voleibolista brasileiro indoor que atua com levantador, medalha de prata na edição da Copa América de Voleibol em 2007 com a Seleção Brasileira de Voleibol Masculino. E atuando em clubes foi  vice-campeão sul-americano de clubes em 2002, no Uruguai e uma vasta experiência no voleibol europeu. A partir de  2013 naturalizou-se Frances e disputou a Liga Mundial de Voleibol de 2013.
.

## Carreira
Em Curitiba Rafael inicia a carreira nas quadras de vôlei do Colégio Positivo, passando pelo Círculo Militar , na década de 1990 foi a época que conhecera o técnico Bernardo Rezende momento em que era  treinador da equipe de voleibol feminino do Rexona, e ele contribuía com o técnico participando da equipe de apoio dos treinamentos dasjogadoras deste clube.
Jogou na temporada 2001-02 pelo CSSE/Petrópolis quando conquistou o título carioca na edição disputada no ano de 2001.Após o campeão e o vice-campeão da Superliga 2001-02 desistirem da disputa do  Campeonato Sul-Americano de Clubes de 2002, sua equipe em substituição disputou, mesmo sendo modesta em relação aos times da Superliga da época, fez uma bela campanha e chegou a final, conquistando assim a medalha de prata e foi eleito o melhor levantador da competição.
Rafael com 21 anos de idade resolveu tentar a sorte no voleibol europeu, vindo ao Brasil apenas de férias para rever familiares. Pouco a pouco foi se estabelecendo e ao casar-se com a francesa Marion  e nascimento de sua filha Luiza o fez permanecer em solo frances.
Primeiro clube fora do Brasil que jogou foi   Andorra TX de Andorra na temporada 2003-04. Na temporada seguinte jogou pelo clube francês  Arago de Sète e foi a Revelação do Campeonato Francês A 2004-05 e vice-campeão do campeonato francês e eliminado nas quartas de final da Copa da frança.
No ano de 2005 acerta com o  Paris Volley permanecendo três temporadas, seno campeão da Supercopa 2005-06e também foi tricampeão do Campeonato Francês  nas temporadas 2005-06, 2006-07 e 2007-8 e nestas temporadas foi escolhido como  Melhor Levantador consecutivamente.na última temporada por este clube foi eleito o MVP do campeonato francês.
Em 2007 foi convocado para seleção brasileira de novos pela primeira vez e foi companheiro de Bruninho e  Lucão , quando disputara a Copa América de Voleibol nesse mesmo ano, conquistando a medalha de prata.Jogou no voleibol italiano na temporada 2008-09 defendendo o clube Yoga Forlì e  neste não fez uma boa campanha terminando na décima terceira colocação da Liga A1 Italiana 2008-09.
Antes de casar-se, recebeu em vários momentos o convite para tirar a dupla cidadania, com intuito de defender a  Seleção Francesa , e através do seu antigo treinador Phillipe Blain que o incentivara  apostando na possibilidade de concessão, então  iniciou o processo em 2009 e  naturalização ocorreu em abril de 2013 e no mesmo ano disputou a Liga Mundial pela seleção francessa e enfrentou a seleção brasileira nesta competição. Sendo um momento forte em sua carreira
Enfrentou problemas contratuais no time italiano e acertou por uma melhor proposta com clube polonês  Resovia Rzeszów  para defende-lo nas competições de 2009-10, terminando com o bronze no Liga A Polonesa, recebendo prêmio de Melhor Levantador da edição e conquistou o vice-campeonato da   Copa da Polônia, uma experiência válida para ele, testes de vídeo para erros de arbitragem e uma ótima estrutura.
Voltou a jogar no voleibol francês para defender o clube  TVB na temporada 2010-12 sagrou-se vice-campeão do campeonato francês e em contrapartida conquistou o título da Copa da França. Foi eleito o melhor levantador do campeonato Frances 2010-11.Na temporada seguinte conquistou o tetracampeonato frances  e seu quinto prêmio de melhor levantador.
Em um curto período pelo voleibol russo, atuou pelo russo   Iskra Odintsovo em 2012 após cinco meses o clube alegou insatisfação por mau desempenho desde o início da temporada e Rafael era um dos bem pagos do elenco, após ler a notícia Rafael publico em sua rede social que foi injustiçado, o time sofre com problemas de contusões  e elenco fraco, além do regulamento de permitir apenas dois estrangeiros na equipe, já tinha o canadense Gavin Smith e o treinador contratuais um estrangeiro e daí um dos dois existentes tinha que sair e ele foi o escolhido.
Ao disputar pela primeira vez a Liga Mundial de 2013 terminou na décima posição. Atualmente defende a equipe francesa Montpellier UC para temporada 2013-14.

## Clubes
| Clube           | País    | De   | Até  |
| CSSE/Petrópolis | Brasil  | 2001 | 2002 |
| Andorra TX      | Andorra | 2003 | 2004 |
| Arago de Sète   | França  | 2004 | 2005 |
| Paris Volley    | França  | 2005 | 2008 |
| Yoga Forlì      | Itália  | 2008 | 2009 |
| Resovia Rzeszów | Polónia | 2009 | 2010 |
| TVB             | França  | 2010 | 2012 |
| Iskra Odintsovo | Rússia  | 2012 | 2012 |
| Montpellier UC  | França  | 2013 | 2014 |

## Títulos e Resultados
- 2001-Campeão do  Campeonato Carioca
- 2004-05- Vice-campeão do  Campeonato Francês
- 2004-05- 1/4  da  Copa da França
- 2005-06- Campeão do  Campeonato Francês[6]
- 2005-06-- Campeão do   Supercopa da França[3]
- 2006-07- Campeão do  Campeonato Francês[6]
- 2007-08- Campeão do  Campeonato Francês[6]
- 2008-09- 13º Lugar da Liga A Italiana[7]
- 2009-10- 3º Lugar da Liga A Polonesa[8]
- 2009-10- Vice-campeão do   Copa da Polônia[8]
- 2010-11- Vice-campeão do  Campeonato Francês[3]
- 2010-11- Campeão do   Copa da França[3]
- 2010-11- Vice-campeão do Campeonato Francês[3]
- 2011-12- Campeão do  Campeonato Francês[3]
- 2013-10º Lugar da  Liga Mundial (Mar del Plata,  Argentina)

## Premiações Individuais
- Melhor Levantador  do Campeonato Sul-Americano de Clubes de Voleibol  Masculino de 2002[1]
- 2004-05- Revelação do Campeonato Francês[6]
- 2005-06- Melhor Levantador do Campeonato Francês[6]
- 2006-07- Melhor Levantador do Campeonato Francês[6]
- 2007-08- Melhor Levantador do Campeonato Francês[6]
- 2007-08- MVP do Campeonato Francês[3]
- 2009-10- Melhor Levantador do  Campeonato Polonês[3][8]
- 2010-11- Melhor Levantador do Campeonato Francês[3]
- 2011-12- Melhor Levantador do Campeonato Francês[3]